# Nova Sela (Omiš)
Nova Sela su naselje u Splitsko-dalmatinskoj županiji. 

## Zemljopis
Nalaze se sa sjeverne strane Cetine. Preko rijeke se nalaze Poljica.

## Upravna organizacija
Gradsko su naselje grada Omiša po upravnoj organizaciji, iako su od samog naselja Omiša udaljeno nekoliko kilometara. 
Po poštanskoj organizaciji, pripadaju poštanskom uredu u Blatu na Cetini i Ugljanama.

## Stanovništvo
Većinsko i jedino autohtono stanovništvo ovog naselja su Hrvati.
| broj stanovnika | 355   | 389   | 414   | 459   | 498   | 569   | 630   | 615   | 723   | 752   | 705   | 728   | 655   | 471   | 286   | 224   | 152   |
|                 | 1857. | 1869. | 1880. | 1890. | 1900. | 1910. | 1921. | 1931. | 1948. | 1953. | 1961. | 1971. | 1981. | 1991. | 2001. | 2011. | 2021. |